# امباندرونا
امباندرونا (به لاتین: Ambondrona) یک سکونتگاه مسکونی در ماداگاسکار است که در هائوته ماتسیاترا واقع شده‌است.

## خصوصیات
امباندرونا ۱۳٬۰۰۰ نفر جمعیت دارد و ۱٬۱۰۷ متر بالاتر از سطح دریا واقع شده‌است.